# The Usos
Palmarès
5 fois champions par équipe de SmackDown
3 fois champions par équipe de Raw
1 fois champions par équipe de la FCW
The Usos est une équipe de catcheurs Face composée des frères jumeaux samoans Jimmy Uso et Jey Uso (de leurs vrais noms Jonathan Fatu et Joshua Fatu) (nés le 22 août 1985 à San Francisco (Californie)). Ils travaillent actuellement à la World Wrestling Entertainment. Jimmy Uso est dans la division SmackDown, tandis que Jey Uso est dans la division Raw.

## Carrière

### World Xtreme Wrestling (2007-2009)
Les deux frères Fatu font leurs débuts le 8 juin 2007 à la World Xtreme Wrestling, sous leurs véritables noms.

### World Wrestling Entertainment (2009-2023)

#### Florida Championship Wrestling (2009-2010)
Jimmy Uso apparait à la Florida Championship Wrestling pour la première fois le 5 novembre 2009 en accompagnant Donny Marlow vers le ring et aussi dans un dark match où il est battu par Titus O'Neill le 19 novembre.
Les Usos battent ensuite les frères Rotundo le 14 janvier 2010. En mars, ils sont rejoints par Tamina. Le 13 mars, les Usos battent The Fortunate Sons (Brett DiBiase et Joe Hennig) pour devenir les nouveaux champions par équipes de la FCW. Le 3 juin, ils perdent leur titre contre Los Aviadores (Dos Equis et Hunico).

#### Débuts (2010-2012)

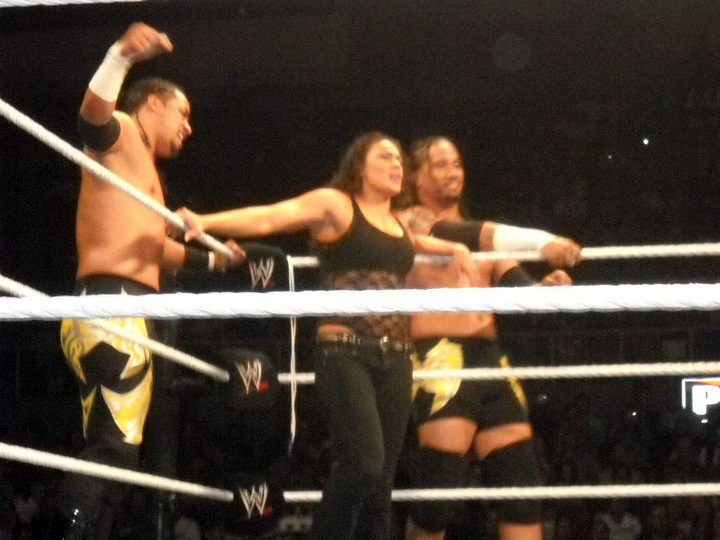
The Usos et Tamina

Le 24 mai 2010, les frères Usos et Tamina (qui rejoint l'équipe dès leurs débuts dans le roster principal de la WWE) apparaissent pour la première fois lors de l'émission Raw, en attaquant les champions unifiés par équipe, The Hart Dynasty (Tyson Kidd, David Hart Smith et leur manager Natalya). La semaine suivante à Raw, la signature de leur contrat avec la WWE est confirmée devant les écrans par Bret Hart. Dans la soirée, tous trois viennent sur le ring pour faire un discours visant à se présenter et à informer le public de leurs différents liens de parenté avec des célébrités du catch, et débutent ensuite une rivalité avec la Hart Dynasty.
Trois jours plus tard, ils affrontent la Hart Dynasty lors de leur premier match en pay-per-view lors de 4-Way Finale, dans un match mixte sans enjeu à six personnes, sans enjeu, qu'ils perdent. Jimmy et Jey affrontent Kidd et Smith pour les titres à Money in the Bank, à nouveau sans succès. Parallèlement, ils participent à leurs premiers combats en solo : Tamina affronte Natalya dans un match qui se termine par en match nul (du fait de l'intervention du clan The Nexus), et Jey se bat contre Randy Orton le 26 juillet, mais perd. Lors de Night Of Champions, ils participent au tournoi pour les championnats par équipe de la WWE, ils éliminent la Hart Dynasty puis Vladimir Kozlov et Santino Marella mais se font éliminer par Evan Bourne et Mark Henry. Ils font une ascension presque sans défaites jusqu'à ce que Tamina les quitte, pour rejoindre Santino Marella et Vladimir Kozlov.
Lors du draft supplémentaire, les frères Uso sont transférés à SmackDown.

#### Course au championnat par équipe (2012-2014)

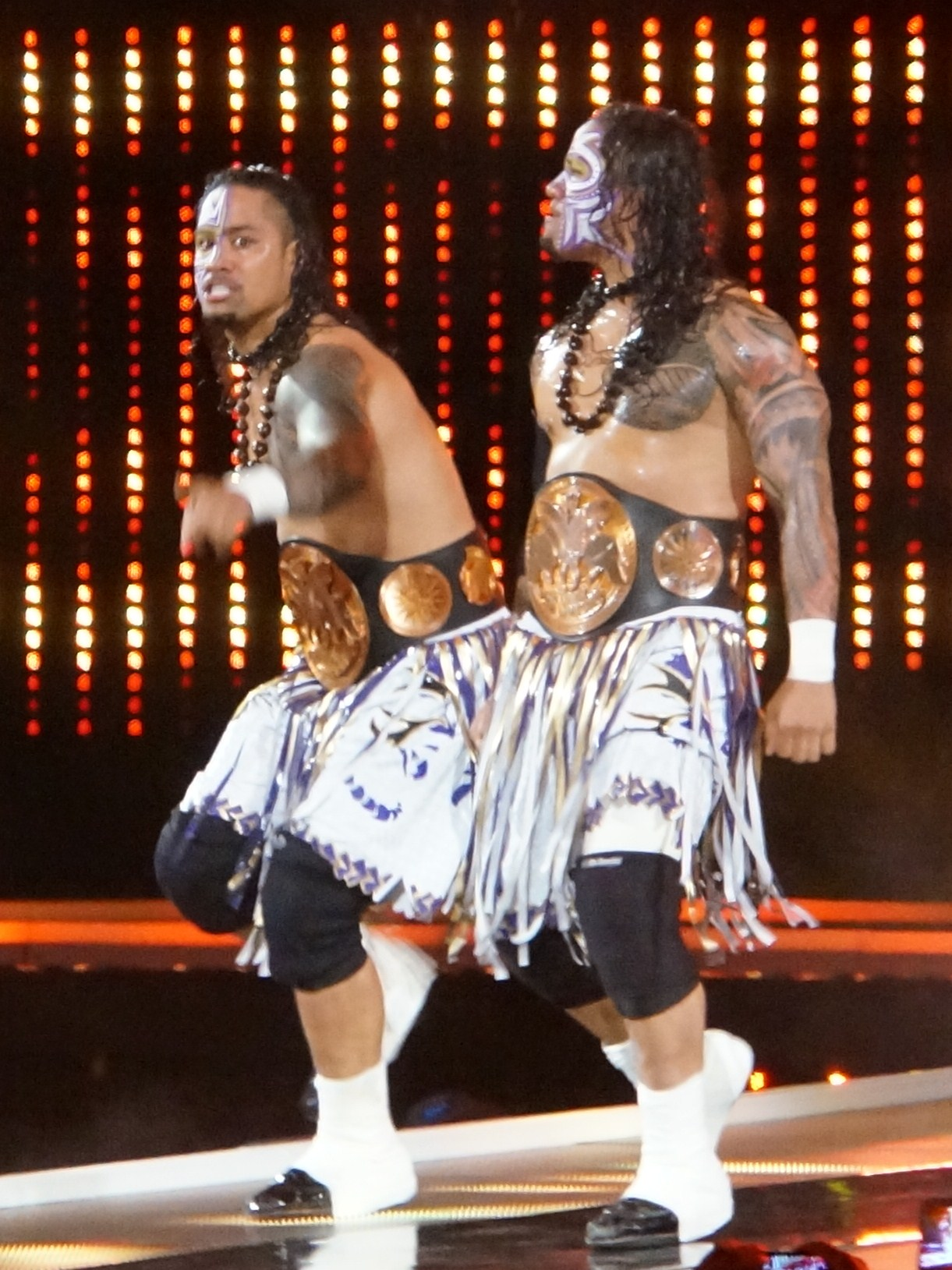
The Usos en 2014 en tant que champions par équipe.

Lors de Wrestlemania 28, ils perdent contre Primo et Epico pour les championnats par équipe de la WWE. Lors de No Way Out, ils perdent contre Darren Young et Titus O'Neil dans un match qui comprend aussi Justin Gabriel et Tyson Kidd et Epico et Primo.
Le 24 juin à Raw, ils battent 3MB et Tons of Funk pour devenir les aspirants no 1 aux titres par équipes les Champions en titres étant The Shield, ils débutent une rivalité avec eux. Et Pour cela ils forment une alliance avec Christian. Lors de Money In The Bank ils auront une chance de remporter pour la première fois de leurs carrière les ceintures du champions par équipe de la WWE. Ils perdront finalement le match après un powerbomb de Seth Rollins suivis d'un Spear de Roman Reigns. Lors de Hell in a Cell, ils perdent face à Cody Rhodes et Goldust pour les WWE Tag Team Championship dans un combat qui incluait également The Shield. Lors des Survivor Series, ils perdent dans le match simple par équipes. Lors d'Elimination Chamber, ils perdent contre les New Age Outlaws et ne remportent pas les championnats par équipe de la WWE.

#### Double titres de champions par équipe et blessure de Jey Uso (2014-2015)
Lors de Raw du 3 mars 2014, ils battent les New Age Outlaws et deviennent les nouveaux champions par équipe de la WWE. Lors de WrestleMania XXX, ils conservent leurs titres en battant les Real Americans, Los Matadores et Ryback et Curtis Axel.
Ils débutent une alliance avec John Cena en se sauvant mutuellement et en attaquant ensemble la Wyatt Family tout le mois de mai. Ils continuent leur rivalité avec la Wyatt Family à SmackDown le 23 mai en battant Erick Rowan et Luke Harper. Lors de Money in the Bank, ils battent Luke Harper et Erick Rowan et conservent leur titre.
Ils continuent leur rivalité face aux Wyatt en les attaquant le 18 juillet à SmackDown après la défaite de Luke Harper face à Chris Jericho. Ils conservent leur titre face à Luke Harper et Erick Rowan lors de Battleground.
Ils perdent leurs titres lors de Night of Champions face à Stardust et Goldust. Ils n'arrivent pas à récupérer leur titre lors de Hell in a Cell face à Stardust et Goldust Ils perdent face aux nouveaux champions The Miz et Damien Mizdow lors de TLC 2014.
Lors de Raw du 29 décembre, ils battent The Miz et Damien Sandow et remportent les champions par équipe de la WWE pour la seconde fois de leur carrière. Ils perdent leurs titres lors de Fastlane 2015 face à Cesaro et Tyson Kidd.
À la suite d'une blessure de Jey Uso à l'épaule en juin 2015, Jimmy travaille comme commentateur lors de WWE Superstars.
Le 22 novembre aux Survivor Series, Ryback, les Lucha Dragons et eux battent Sheamus, King Barrett et le New Day dans un Man's 5-on-5 Traditional Survivor Series Elimination Tag Team Match. Le 13 décembre à TLC, ils ne remportent pas les titres par équipe de la WWE, battus par le New Day dans un Triple Threat Tag Team Ladder match, qui inclut également les Lucha Dragons.
Le 24 janvier 2016 au Royal Rumble, ils ne remportent pas, une nouvelle fois, les ceintures, rebattus par leurs mêmes adversaires.
Le 3 avril lors du pré-show à WrestleMania 32, ils battent les Dudley Boyz. Le 22 mai à Extreme Rules, ils perdent face aux Good Brothers dans un Tornado Tag Team Match.

#### Draft àSmackDown Liveet quadruples champions par équipes deSmackDown(2016-2019)
Le 19 juillet lors du Draft, ils sont annoncés être officiellement transférés à SmackDown Live. Le 24 juillet lors du pré-show à Battleground, ils perdent face à Breezango (Fandango et Tyler Breeze). Le 21 août lors du pré-show à SummerSlam, American Alpha, The Hype Bros (Mojo Rawley et Zack Ryder) et eux battent l'Ascension, les Vaudevillains et Breezango dans un 12-Man Tag Team Match. Le 6 septembre à SmackDown Live, ils perdent face à American Alpha en demi-finale du tournoi, désignant les premiers champions par équipes de SmackDown. Après le combat, ils effectuent un Heel Turn en attaquant leurs adversaires et blessant Chad Gable. Le 11 septembre à Backlash, ils battent les Hype Bros, se qualifiant pour la finale du même tournoi. Plus tard dans la soirée, ils ne deviennent pas les premiers champions par équipe du show bleu, battus par Heath Slater et Rhyno en finale du tournoi.
Le 9 octobre à No Mercy, ils ne remportent pas, une nouvelle fois, les titres par équipe de SmackDown, battus par leurs mêmes adversaires. Le 20 novembre aux Survivor Series, l'équipe SmackDown (American Alpha, Breezango, Heath Slater, Rhyno, les Hype Bros et eux) perd face à celle de Raw (le New Day, Enzo Amore, Big Cass, The Bar, les Good Brothers et les Shining Stars) dans un 10-on-10 Traditional Survivor Series Man's Elimination Tag Team match.

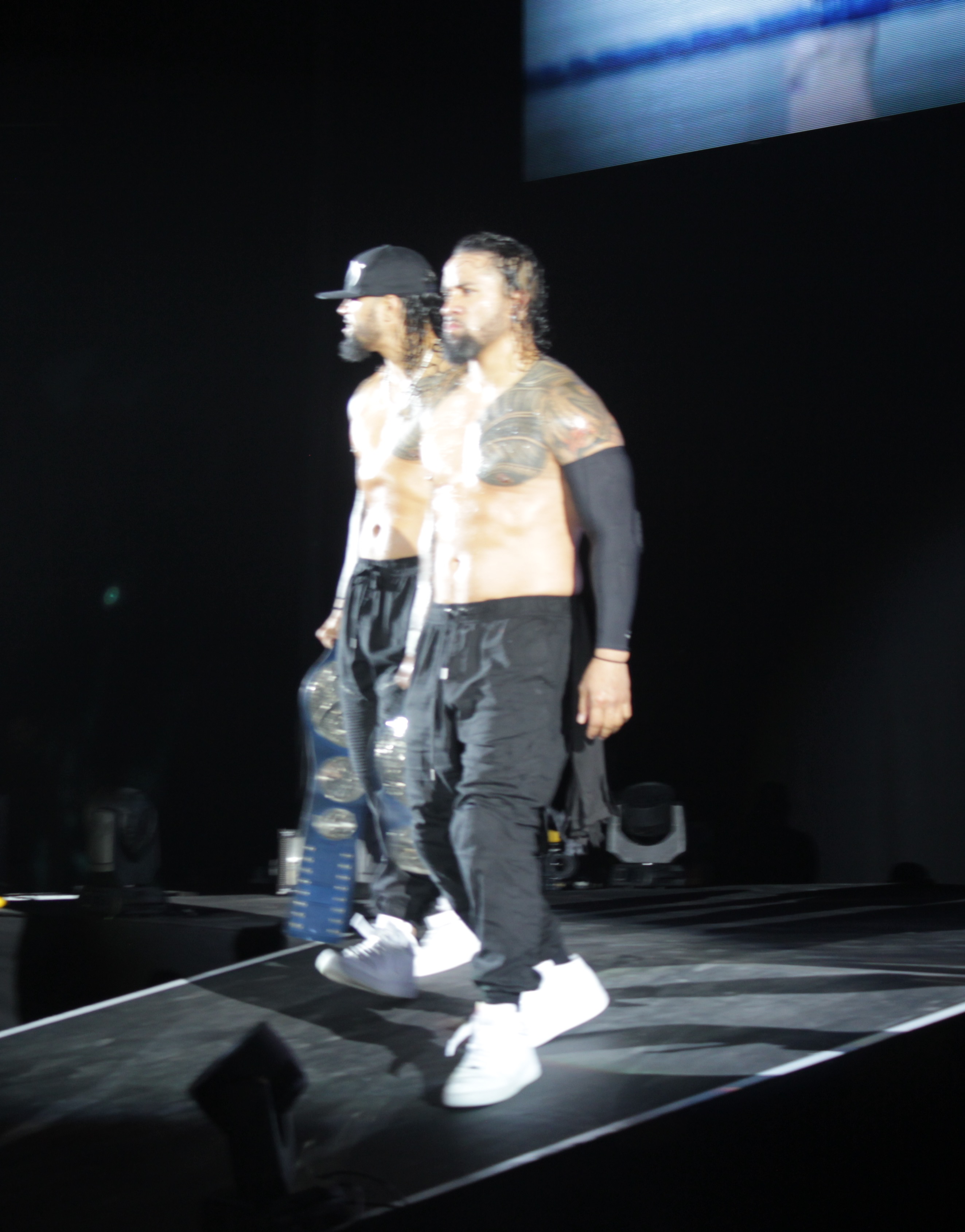
The Usos avec les championnats par équipe de SmackDown en 2017.

Le 12 février 2017 à Elimination Chamber, ils ne remportent pas les titres par équipe de SmackDown, battus par American Alpha dans un Tag Team Turmoil Matchs, après avoir précédemment battu Heath Slater et Rhyno. Le 21 mars à SmackDown Live, ils deviennent les nouveaux champions par équipe de SmackDown en prenant leur revanche sur leurs adversaires, remportant les titres pour la première fois de leurs carrières.
Le 21 mai à Backlash, ils conservent leurs titres en battant Breezango. Le 19 juin à Money in the Bank, ils perdent face au New Day par Count Out, mais conservent leurs titres.
Le 23 juillet à Battleground, ils reperdent face à ses mêmes adversaires, ne conservant pas leurs titres. Le 20 août lors du pré-show à SummerSlam, ils redeviennent champions par équipe de SmackDown en prenant leur revanche sur leurs rivaux, remportant les titres pour la seconde fois. Le 12 septembre à SmackDown Live, ils reperdent face au New Day dans un Sin City Street Fight Match, ne conservant pas leurs titres.
Le 8 octobre à Hell in a Cell, ils redeviennent champions par équipe de SmackDown en prenant leur revanche sur leurs adversaires dans un Hell in a Cell Match, remportant les titres pour la troisième fois. Deux soirs plus tard à SmackDown Live, ils effectuent un Face Turn après avoir annoncé au trio que celui-ci a gagné leur respect après Hell in a Cell, avant d'être interrompus par les autres équipes. Le 19 novembre aux Survivor Séries, ils battent les champions par équipe de Raw, The Bar, dans un Champions vs. Champions Tag Team Match. Le 17 décembre à Clash of Champions, ils conservent leurs titres en battant le New Day, Chad Gable, Shelton Benjamin et Rusev Day (Aiden English et Rusev) dans un Fatal 4-Way Tag Team Match.
Le 28 janvier 2018 au Royal Rumble, ils conservent leurs titres en battant Chad Gable et Shelton Benjamin dans un 2 Out of 3 Falls Match. Le 11 mars à Fastlane, leur match face au New Day se termine en No Contest, à la suite de l'attaque des Bludgeon Brothers sur les deux équipes, mais ils conservent leurs titres.
Le 8 avril à WrestleMania 34, ils perdent un Triple Threat Tag Team Match face aux Bludgeon Brothers, qui inclut également le New Day, ne conservant pas leurs titres. Le 27 avril au Greatest Royal Rumble, ils ne remportent pas les titres par équipe de SmackDown, battus par les Bludgeon Brothers.
Le 18 novembre lors du pré-show aux Survivor Séries, l'équipe SmackDown (le New Day, les Good Brothers, SAnitY, les Colóns et eux) bat celle de Raw (Bobby Roode, Chad Gable, les Revival, la B-Team, Lucha House Party et l'Ascension) dans un 10-on-10 Traditional Survivor Series Man's Elimination Tag Team Match. Le 16 décembre à TLC, ils ne remportent pas les titres par équipe de SmackDown, battus par The Bar dans un Triple Threat Tag Team Match, qui inclut également le New Day.
Le 17 février 2019 à Elimination Chamber, ils redeviennent champions par équipe de SmackDown en battant le Miz et Shane McMahon, remportant les titres pour la quatrième fois. Le 10 mars à Fastlane, ils conservent leurs titres en battant leurs mêmes adversaires.
Le 7 avril à WrestleMania 35, ils conservent leurs titres en battant Aleister Black, Ricochet, The Bar, Rusev et Shinsuke Nakamura dans un Fatal 4-Way Tag Team Match. Deux soirs plus tard à SmackDown Live, ils perdent face aux Hardy Boyz, ne conservant pas leurs titres.

#### Draft àRawet retour àSmackDown(2019-2020)
Le 15 avril à Raw, lors du Superstar Shake-Up, ils font leur retour dans le show rouge, puis battent Bobby Roode et Chad Gable. Le 19 mai lors du pré-show à Money in the Bank, ils battent Rowan et "The New" Daniel Bryan dans un match sans enjeu.
Le 14 juillet à Extreme Rules, ils ne remportent pas les titres par équipe de Raw, battus par les Revival.
Le 3 janvier 2020 à SmackDown, ils effectuent leur retour, dans le show bleu, en venant en aide à leur cousin Roman Reigns, attaqués par King Corbin et Dolph Ziggler. Le 8 mars à Elimination Chamber, ils ne remportent pas les titres par équipe de SmackDown, battus par John Morrison et The Miz dans un Elimination Chamber match, qui inclut également le New Day, les Dirty Dawgs, Heavy Machinery et Lucha House Party.
Le 4 avril à WrestleMania 36, Jimmy Uso ne remporte pas les titres par équipe de SmackDown, battu par John Morrison dans un Triple Threat Ladder Match, qui inclut également Kofi Kingston. Le 17 avril à SmackDown, Jey Uso ne remporte pas, lui aussi, les titres par équipe de SmackDown, battu par Big E dans un Triple Threat Match, qui inclut également le Miz.

#### The Bloodline, champions incontestés par équipe de la WWE (2020-2023)
En mai 2020, Jimmy Uso se blesse et doit s'absenter pour une durée allant de six à neuf mois.
Le 27 septembre à Clash of Champions, Jey Uso ne remporte pas le titre Universel de la WWE, battu par Roman Reigns par abandon, après l'intervention de son frère jumeau Jimmy pour arrêter le combat.
Le 25 octobre à Hell in a Cell, il ne remporte pas, une nouvelle fois, le titre Universel de la WWE, battu par son cousin dans un Hell in a Cell I Quit Match. Le 30 octobre à SmackDown, il bat Daniel Bryan, s'ajoutant dans l'équipe masculine du show bleu pour les Survivor Series. Après le combat, il effectue un Heel Turn en attaquant son adversaire avec un Superkick et trois Splashs, dont un sur la table des commentateurs, et s'agenouille devant son cousin, le reconnaissant comme son chef de tribu. Le 22 novembre aux Survivor Séries, l'équipe SmackDown (Kevin Owens, King Corbin, Otis, Seth Rollins et lui) perd face à l'équipe Raw (AJ Styles, Braun Strowman, Sheamus, Keith Lee et Riddle) dans un 5-on-5 Traditional Survivor Series Man's Elimination Match. Plus tard dans la soirée, il aide Roman Reigns à battre Drew McIntyre dans le Champion vs. Champion Match.
Le 21 février 2021 à Elimination Chamber, il ne devient pas aspirant n°1 au titre Universel de la WWE, battu par Daniel Bryan dans un Elimination Chamber Match face à Daniel Bryan, qui inclut également Cesaro, Kevin Owens, Sami Zayn et King Corbin.
Le 9 avril à SmackDown special WrestleMania, il remporte la Andre the Giant Memorial Battle Royal en éliminant Shinsuke Nakamura en dernière position. Le 7 mai à SmackDown, Jimmy effectue son retour de blessure, après un an d'absence, ce qui crée des tensions entre son frère et son cousin. Le 18 juin à SmackDown, après la victoire de Roman Reigns sur Rey Mysterio dans un Hell in a Cell Match, Jimmy effectue aussi un Heel Turn en célébrant avec son cousin.
Le 18 juillet lors du pré-show à Money in the Bank, ils redeviennent champions par équipe de SmackDown en battant Los Mysterios (Dominik Mysterio et Rey Mysterio), remportant les titres pour la 5e fois. Le 21 août à SummerSlam, ils conservent leurs titres en battant leurs mêmes adversaires. Le 26 septembre à Extreme Rules, ils conservent leurs titres en battant les Street Profits.
Le 21 octobre lors du pré-show à Crown Jewel, ils battent le Hurt Business (Cedric Alexander et Shelton Benjamin) dans un match sans enjeu. Le 21 novembre aux Survivor Series, ils perdent face aux champions par équipe de Raw, RK-Bro (Randy Orton et Riddle), dans un Champions vs. Champions Tag Team Match.
Le 1er janvier 2022 à Day 1, ils conservent leurs titres en battant le New Day. Le 19 février à Elimination Chamber, leur match face aux Viking Raiders se termine en No Contest, le match n'ayant pas lieu, mais ils conservent leurs titres.
Le 2 avril à WrestleMania 38, ils conservent leurs titres en battant Rick Boogs et Shinsuke Nakamura. Le 8 mai à WrestleMania Backlash, leur cousin et eux battent RK-Bro (Randy Orton et Riddle) et Drew McIntyre dans un 6-Man Tag Team Match. Le 20 mai à SmackDown, ils conservent leurs titres et redeviennent champions par équipe de Raw en battant RK-Bro dans un Winner Takes All Match, aidés par une intervention extérieure de Roman Reigns et Paul Heyman, remportant les titres pour la troisième fois, devenant doubles champions par équipe et unifiant les quatre titres.
Le 2 juillet à Money in the Bank, ils conservent leurs titres en battant les Street Profits. Le 30 juillet à SummerSlam, ils conservent leurs titres en rebattant leurs mêmes adversaires.
Le 5 novembre à Crown Jewel, ils conservent leurs titres en battant les Brawling Brutes (Butch et Ridge Holland). Le 26 novembre aux Survivor Series WarGames, la Bloodline bat les Brawling Brutes (Sheamus, Ridge Holland et Butch), Drew McIntyre et Kevin Owens dans un Man's WarGames match.
Le 28 janvier 2023 au Royal Rumble, après la conservation des titres de Roman Reigns sur Kevin Owens, le Samoan et eux tabassent son adversaire, mais Sami Zayn s'interpose. Le Tribal Chief donne une chaise à ce dernier, mais celui-ci effectue un Face Turn en le retournant contre le Samoan, avant que Jimmy Uso, Solo Sikoa et le champion Universel incontesté de la WWE ne le tabassent également. Jey Uso refuse d'y participer et part de son côté, ce qui crée des tensions dans le clan.

#### Rivalité avec la Bloodline et séparation (2023)
Le 1er avril à WrestleMania 39, ils perdent face à Kevin Owens et Sami Zayn, ne conservant pas leurs titres et mettant fin à un règne de 938 jours. Le 6 mai à Backlash, leur frère cadet et eux battent Matt Riddle et les deux Canadiens dans un 6-Man Tag Team match. Le 27 mai à Night of Champions, pendant le match entre Kevin Owens, Sami Zayn, Roman Reigns et Solo Sikoa pour les titres incontestés par équipe de la WWE, ils interviennent en attaquant d'abord les deux Canadiens, mais portent ensuite un Superkick sur leur frère cadet par erreur. Jimmy effectue un Face Turn en portant deux Superkicks à son désormais ex-Tribal Chief, tandis que Jey effectue un Tweener Turn, car il semble indécis entre choisir le camp de son frère ou celui de son cousin, bien qu'il quitte le ring avec le premier. Le 16 juin à SmackDown, Jey effectue aussi un Face Turn en annonçant quitter officiellement la Bloodline avec son frère aîné et porte un Superkick sur son ex-Tribal Chief. Les jumeaux portent ensuite un Superkick sur leur frère cadet et un autre sur Roman Reigns.
Le 1er juillet à Money in the Bank, ils battent Roman Reigns et Solo Sikoa dans un Bloodline Civil War Tag Team match, faisant subir à leur cousin sa première défaite après 3 ans et demi d'invincibilité. Le 5 août à SummerSlam, Jey ne remporte pas le titre Universel incontesté de la WWE, battu par son cousin. Pendant le combat, son propre frère aîné Jimmy intervient dans le match et effectue un Heel Turn en lui portant un Superkick. Six soirs plus tard à SmackDown, Jey demande des explications à son frère aîné, qui lui révèle avoir fait ça par amour, car ce dernier avait peur que son frère cadet devienne comme Roman Reigns, à savoir corrompu par le pouvoir et l'argent. Après avoir porté un Superkick au Tribal Chief qui lui a demandé de le reconnaître, Jey porte également un Superkick sur son frère jumeau, puis annonce quitter la Bloodline, le show bleu et la compagnie, ce qui provoque la séparation du duo fraternel. Le 2 septembre à Payback, Cody Rhodes, invité du Grayson Waller Effect de Grayson Waller, présente Jey comme nouveau membre du roster de Raw.

#### Rivalité entre les deux frères (2023-2024)
Le 7 octobre à Fastlane, Jey et Cody Rhodes deviennent les nouveaux champions incontestés par équipes en battant The Judgment Day (Damian Priest et Finn Bálor). Neuf soirs plus tard à Raw, ils ne conservent pas leurs ceintures, battus par leurs mêmes adversaires dans un match revanche grâce à une intervention extérieure de Jimmy. 
Le 27 janvier 2024 au Royal Rumble, les frères jumeaux entrent respectivement dans le Men's Royal Rumble match en première et seconde positions et se retrouvent confrontés, pour la première fois, l'un face à l'autre. Mais ils ne remportent pas la stipulation, gagnée par Cody Rhodes.
Le 11 mars à Raw, agacé par les agissements de son frère aîné à son égard ces dernières semaines, Jey le défie dans un match à WrestleMania XL. Quatre soirs plus tard à SmackDown, Jimmy répond favorablement à son défi.
Le 6 avril à WrestleMania XL, Jey bat son frère Jimmy. Six soirs plus tard à SmackDown, Jimmy effectue un Face Turn, car à la suite de sa défaite face à Jey, il est exclu du clan, puis attaqué par son frère cadet et Tama Tonga qui fait ses débuts.

#### Jey Uso champion Intercontinental, retour de Jimmy Uso et du duo fraternel (2024-...)
Le 23 septembre à Raw, Jey devient le nouveau champion Intercontinental en battant Bron Breakker, remporte le titre pour la première fois de sa carrière et son premier titre personnel.
Le 5 octobre à Bad Blood, Jimmy fait son retour de blessure, après presque 6 mois d'absence, et permet à Cody Rhodes et Roman Reigns de battre Jacob Fatu et son frère cadet en attaquant Tama Tonga et Tonga Loa aux abords du ring. Après le combat, il demande à son cousin d'aider son partenaire du soir qui se fait attaquer par les quatre Heels. Le 21 octobre à Raw, Jey ne conserve pas sa ceinture, battu par son même adversaire dans un match revanche qui a reçu l'aide des interventions extérieures de la Bloodline, ce qui met fin à un règne de 28 jours. Quatre soirs plus tard à SmackDown, Jey aide les Motor City Machine Guns à gagner les titres par équipes contre Tama Tonga et Tonga Loa. Après le combat, les frères jumeaux se réconcilient et reforment leur duo. Le 2 novembre à Crown Jewel, Roman Reigns et eux perdent face à la Bloodline dans un 6-Man Tag Team match. Le 30 novembre aux Survivor Series: WarGames, Roman Reigns, CM Punk, Sami Zayn et eux battent The Bloodline (Solo Sikoa, Jacob Fatu, Tama Tonga, Tanga Loa) et "Big" Bronson Reed dans un Men's WarGames match.

## Vie privée
Jimmy Uso est marié avec la catcheuse Naomi, qui travaille à la World Wrestling Entertainment. Il a deux enfants nommés Jayla et Jaidan.
Jey Uso s'est marié avec une femme du nom de Takecia Travis en 2015, il a deux fils avec elle.
Ils sont les fils du catcheur Rikishi, les neveux d'Umaga, les grands frères de Solo Sikoa et les cousins de Roman Reigns de Dwayne Johnson, aussi connu sous son nom de ring The Rock, et de Yokozuna[réf. nécessaire].

## Palmarès et récompenses

### Palmarès
- Florida Championship Wrestling
  - 1 fois champions par équipe de la FCW Florida

- World Wrestling Entertainment
  - 3 fois champions du monde par équipe
  - 5 fois champions par équipe de la WWE(règne le plus long)
  - Vainqueur de la André the Giant Memorial Battle Royal (2021) - Jey
  - Slammy Award (2 fois)
    - Équipe de l'année 2014[112]
    - Équipe de l'année 2015[113]

### Récompenses des magazines
- Pro Wrestling Illustrated

| Année | 2010 | 2011 | 2012 | 2013 | 2014 | 2015 | 2016 | 2017 | 2018 | 2019 | 2020 | 2021       | 2022 |
| ----- | ---- | ---- | ---- | ---- | ---- | ---- | ---- | ---- | ---- | ---- | ---- | ---------- | ---- |
| Rang  | 296  | 189  | 92   | 107  | 25   | 49   | 99   | 86   | 60   | 63   | 184  | Non classé | 147  |

| Année | 2010 | 2011 | 2012 | 2013 | 2014 | 2015 | 2016 | 2017 | 2018 | 2019 | 2020 | 2021 | 2022 |
| ----- | ---- | ---- | ---- | ---- | ---- | ---- | ---- | ---- | ---- | ---- | ---- | ---- | ---- |
| Rang  | 291  | 192  | 91   | 110  | 26   | 72   | 90   | 83   | 65   | 62   | 183  | 45   | 139  |

- Slammy Awards
  - Équipe de l'année 2014 et 2015